# Hope Town
Hope Town è un distretto delle Bahamas con 500 abitanti al censimento 2010 situata nelle isole Abaco.